# U.S. Men's Clay Court Championships 1992
L'U.S. Men's Clay Court Championships 1992 è stato un torneo di tennis giocato sulla terra. È stata la 82ª edizione del U.S. Men's Clay Court Championships, che fa parte della categoria ATP World Series nell'ambito dell'ATP Tour 1992. Si è giocato a Charlotte in Carolina del Nord negli Stati Uniti dal 4 maggio all'11 maggio 1992.

## Campioni

### Singolare
MaliVai Washington ha battuto in finale  Claudio Mezzadri con il punteggio di 6–3, 6–3.

### Doppio
Steve DeVries /  David Macpherson hanno battuto in finale  Bret Garnett /  Jared Palmer con il punteggio di 6–4, 7–6.